# NGC 1915
NGC 1915 is een niet-bestaand object in het sterrenbeeld Goudvis. Het hemelobject werd op 2 januari 1837 ontdekt door de Britse astronoom John Herschel.